# Pedro de Monforte
Pedro de Monforte (1265) foi um magnata, diplomata e soldado inglês que lutou ao lado de Simão de Monforte durante a Segunda guerra dos Barões, sendo também a primeira pessoa registrada a presidir a câmara dos Comuns, sendo morto na Batalha de Evesham em agosto de 1265 . 

## Biografia

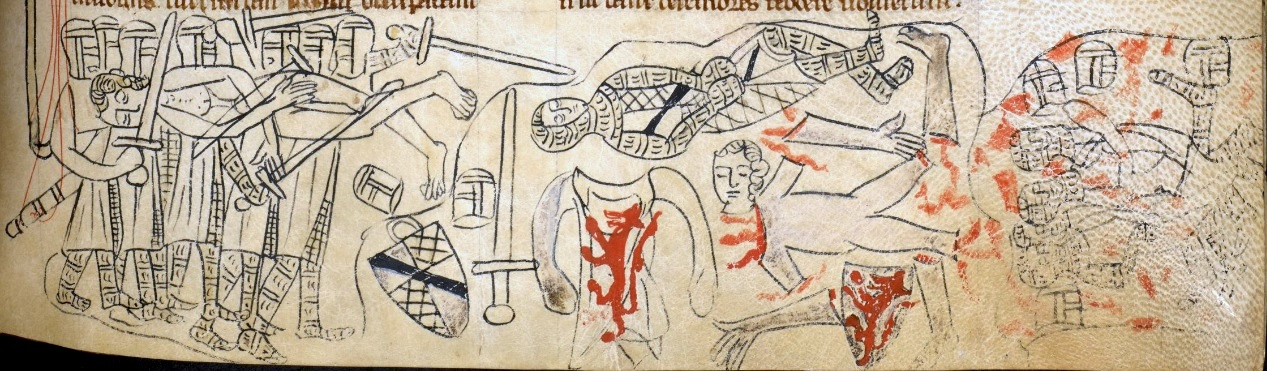
Representação da morte de Simon de Monforte na batalha de Evesham, em que Pedro de Monforte também foi morto

Pedro foi filho de Turstano de Monforte com uma filha de William de Cantilupe.
Após a morte de seu pai, sua tutela foi passada para William de Cantilupe seu avô materno, desenvolvendo durante este tempo uma amizade forte com seu tio Walter de Cantilupe, mais tarde participando em 1242 de uma expedição para Poitou liderada por Henrique III Da Inglaterra.
Pedro durante a Segunda Guerra dos Barões foi o principal apoiador de Simão de Monforte, morrendo junto a ele na Batalha de Evesham.